# Can Perxés (Palafrugell)
Can Perxés és una obra de Palafrugell (Baix Empordà) protegida com a Bé Cultural d'Interès Local.

## Descripció
Es tracta d'un edifici en cantonada de dues plantes i golfes més un sector d'una planta al costat del carrer dels Valls, sobre el qual s'estructura una terrassa amb comunicació directa amb el pis.
Aquest immoble està situat a la sortida de la porta nord de la muralla medieval, portal d'Amunt. Ha quedat integrada dins el nucli urbà. Destaca la composició de les façanes amb obertures emmarcades amb pedra i l'existència de finestres de llinda sobre mènsules de tradició gòtica. L'interior presenta voltes de pedra morterada a les dependències i voltes de llunetes. Es troba en bon estat i ha sofert poques modificacions.